# Fløyen
Fløyen též Fløyfjellet (původně psáno Fløien) je jednou ze sedmi hor rozkládajících se kolem města Bergenu v Norsku.
Fløyen je oblíbené návštěvní místo, které slouží k odpočinku samotným obyvatelům Bergenu. Na horu vede pozemní dráha Fløibanen, která je schopna přepravit cestující od úpatí hory k horní stanici zhruba za 8 minut. Dráha je v provozu po celý rok a je po celý rok využívána. Bergenské děti se jí nechávají vyvézt nahoru, aby mohly opět na saních sjíždět zpět.
Horní stanice lanovky se nachází zhruba ve výšce 320 m n. m., samotný vrchol má 400 m n. m.

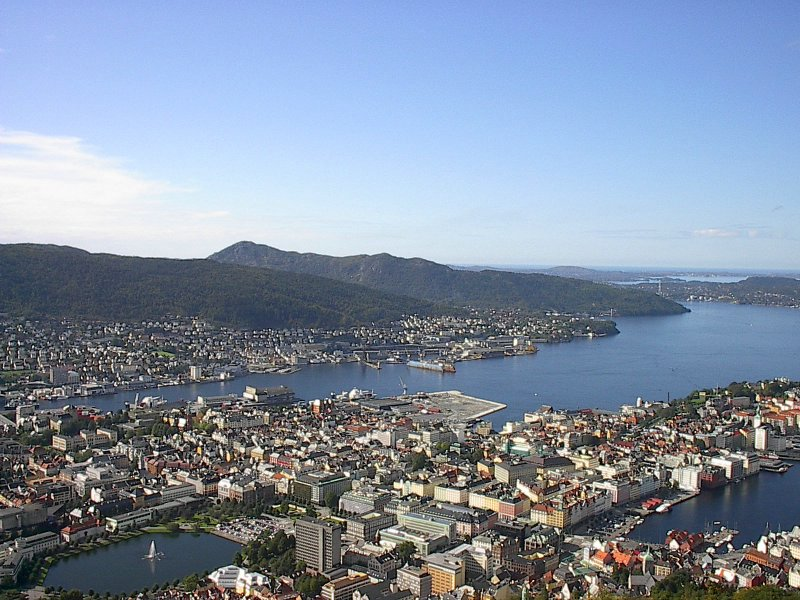
Pohled na Bergen z Fløyenu
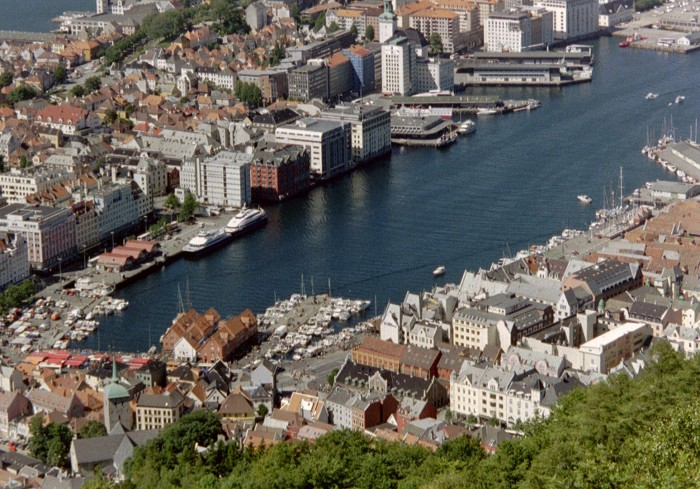
Pohled na Bergen z Fløyenu
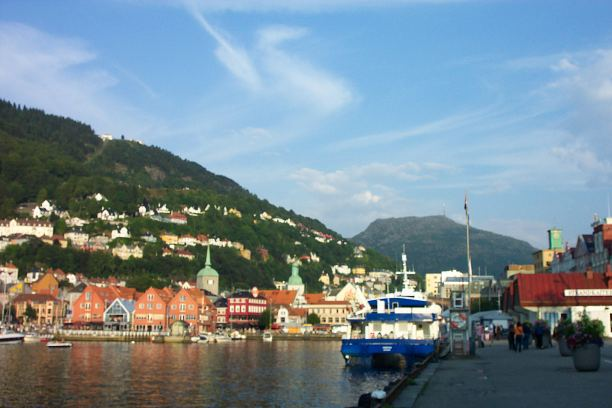
Přístav s horou Fløyen (vlevo, léto 2004)
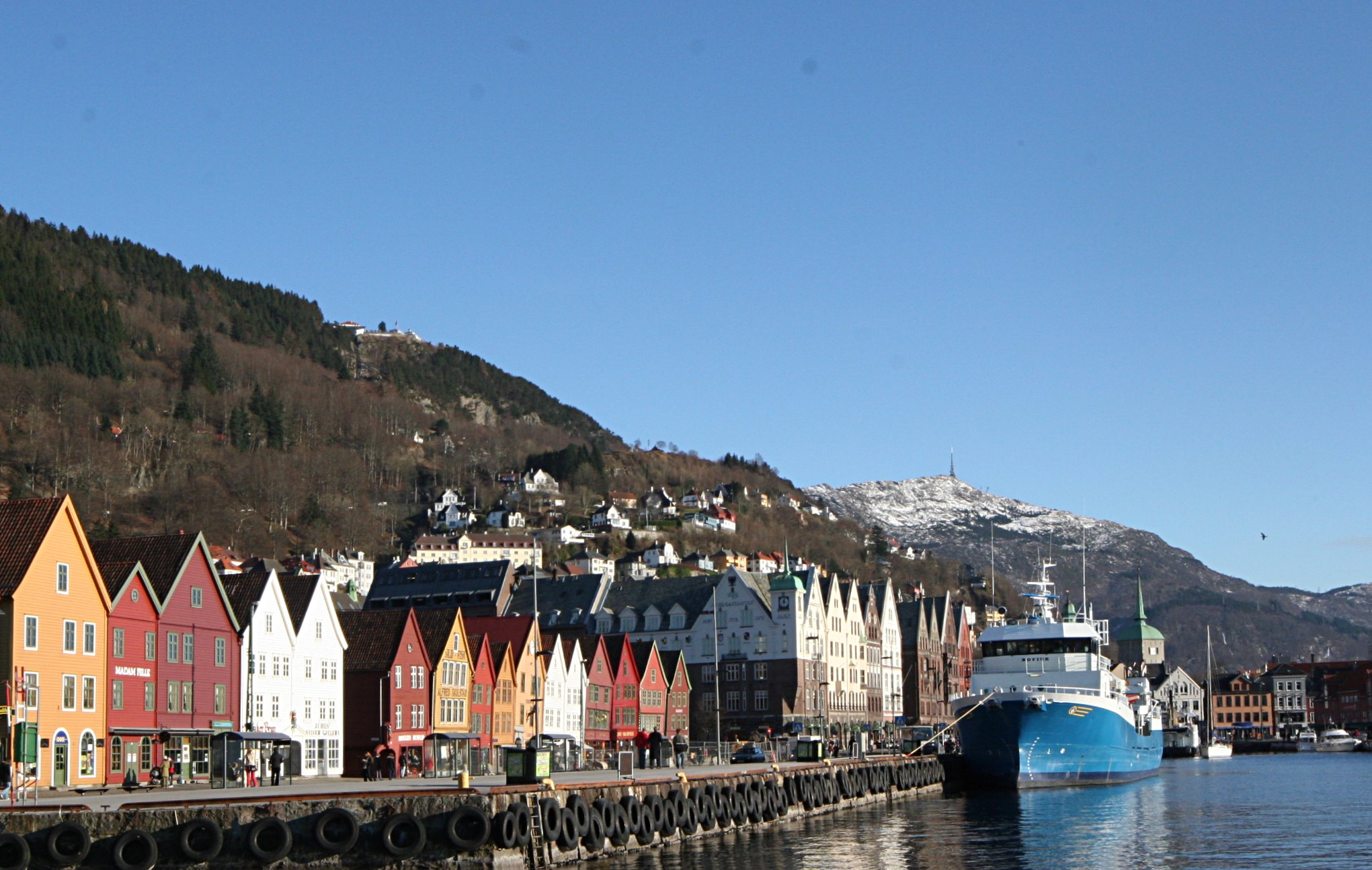
Přístavní hráz v Bryggen, Fløyen (vlevo, únor 2005)